# Joseph Tchundjang Pouemi
Joseph Tchundjang Pouemi, né le 13 novembre 1937 à Bangoua au Cameroun et mort le 27 décembre 1984, est un économiste camerounais.

## Biographie

### Enfance, études et débuts
Joseph est le fils de Sadrack Pouemi (Pierre Siekapen selon Monnaie, servitude et liberté), agriculteur né à Bangoua vers 1914. Il nait le 13 novembre 1937 à Bangoua dans le Ndé à l’Ouest du Cameroun où il fait ses études primaires, avant de s’inscrire au Collège Moderne de Nkongsamba où il obtient le BEPC en 1955. Ses études sont interrompues à la suite d’une mesure d’internement dans le Nord du pays où il servira comme instituteur à Pitoa de 1955 à 1958. Cette interruption ne l’empêche cependant pas de préparer son Baccalauréat qu’il obtient en 1959 et de poursuivre de 1960 à 1964 des études supérieures à l’Université de Clermont-Ferrand. Il y mène des études de Mathématiques et de Sciences Economiques et obtient sa licence de Sciences économiques en 1964. La même année, il entre à l’École nationale de la statistique et de l'administration économique (ENSAE) de Paris. Il en sort diplômé en 1967 avec le titre d’Administrateur de l’Institut national de la statistique et des études économiques (INSEE). En 1968, il soutient une thèse de Sciences économiques préparée sous la direction de Pierre Massé, le père des plans français, sous le titre Les critères de choix des projets d’investissement en pays sous développés par les organismes internationaux, fondements théoriques et problèmes d’applications. Sa thèse complémentaire, soutenue en 1970, s'intitule Considérations sur les comptes nationaux du Cameroun.

### Carrière

#### Au Cameroun
Il se met immédiatement au service de la nation, comme enseignant à la Faculté de Droit et des Sciences Economiques de l’Université Fédérale du Cameroun et dirige en outre la fondation Canergie qui donnera naissance à l’IRIC.
En 1971, il est reçu au concours d’Agrégation de Droit et des Sciences économiques. 
Premier Camerounais ainsi reçu à ce concours, il est nommé Professeur Titulaire et en 1973 Chef de Département des Sciences économiques, fonction qu’il assume jusqu’en 1975. En même temps, il se voit confier la Direction de l’Institut d’administration des entreprises (IAE).

#### En Côte d'Ivoire
En 1975, il est Professeur à l’Université d’Abidjan dont il dirige le département d’Économie publique et participe, comme économiste en chef, aux travaux et études du Bureau National d’Étude de Technique du Ministère du Plan. À ce titre, il assure la direction de nombreuses études, notamment sur les problèmes monétaires.

#### Aux États-Unis
En 1977, il rejoint le Fonds monétaire international (FMI) à Washington, mais en démissionne deux années plus tard, du fait d’un désaccord patent avec les prescriptions économiques et monétaires de cet organisme.
Il rejoint le Cameroun en 1979 et est nommé professeur au Centre universitaire de Douala, nouvellement créé. Professeur des techniques quantitatives à l’École supérieure des sciences économiques et commerciales du centre, il y est nommé Chef de Département d’Analyse de données et Traitement de l’Information en 1983.

#### Retour au Cameroun
Le 22 août 1983, il est nommé Directeur Général du Centre Universitaire de Douala, fonction qu’il assume jusqu’en août 1984.
Appelé à l’université de Yaoundé à la rentrée académique 1984-1985, c’est à ce moment-là qu'il meurt brutalement.
Le Professeur Tchundjang a été un économiste dont les travaux sont reconnus à l’Université camerounaise et par la communauté scientifique nationale et internationale.
Son combat s’est livré essentiellement à partir de sa chaire des universités de Yaoundé et d’Abidjan et du centre universitaire de Douala, c’est-à-dire sur le front de formation de nombreuses promotions d’étudiants.

### Décès
Joseph Tchundjang Pouemi est mort le 27 décembre 1984 à l'âge de 47 ans.

## Sources
Source Revue camerounaise de management

## Ouvrages et études
- Monnaie, Servitude et Liberté, Édition Jeune Afrique, 1980; réédition par les éditions menaibuc, Paris 2000
- Microéconomie appliquée, Faculté de Droit et des Sciences Economiques de Yaoundé 1974
- Monnaie et indépendance nationale, BNETD – Ministère du plan, Abidjan 1977
- Le système bancaire et le financement de l’économie ivoirienne, BNETD – Ministère du plan, Abidjan 1977

## Articles
- « Les pays sous développés dans la jungle monétaire internationale », working paper, Institut d’administration des entreprises, Yaoundé, 1975
- « À la recherche du temps perdus dans les relations économiques internationales », Revue internationale des Sciences Sociales, vol. XXVIII, no 4, 1976
- « L’autofinancement, facteur probable d’entretien du dualisme », Cahier du CIRES, Abidjan, 1977
- « Progrès technique, production et chômages », Revue camerounaise de management, no 6-7, 1987